# Parti du Reich des classes moyennes allemandes
Pour les articles homonymes, voir WP.
Le Parti du Reich des classes moyennes allemandes (en allemand : Reichspartei des deutschen Mittelstandes, aussi connu sous le nom de Parti économique (en allemand : Wirtschaftspartei, abrégé en WP), est un parti politique allemand actif durant la République de Weimar.
Il réunit, sur un thème[Lequel ?] peu politique, des mécontents modérés qui ne voulaient pas porter leurs suffrages vers les partis extrêmes et anti-parlementaires. 
Il entre au Parlement prussien en 1921, puis au Reichstag en 1924 (7 députés en mai, 11 en décembre), et réalise de bons résultats en 1928 et 1930 (23 mandats). L'année de crise 1932 le voit quasiment disparaître de la scène politique : 2 mandats en juin, 1 en novembre. La plupart de ses électeurs se tournent vers le NSDAP.

## Résultats électoraux
| Année         | Voix      | %   | Sièges   |
| ------------- | --------- | --- | -------- |
| mai 1924      | 524 610   | 1,8 | 7 / 472  |
| décembre 1924 | 694 568   | 2,3 | 11 / 493 |
| 1928          | 1 397 129 | 4,5 | 23 / 491 |
| 1930          | 1 362 353 | 3,9 | 23 / 577 |
| juillet 1932  | 146 875   | 0,4 | 2 / 608  |
| novembre 1932 | 110 301   | 0,3 | 1 / 584  |
| 1933          |           |     | / 647    |